# Enciclopedia cattolica
A Enciclopedia cattolica é uma obra em italiano, dirigida pelo Instituto para a Enciclopédia Católica e para o livro católico sediado na Cidade do Vaticano, composta por 12 volumes publicados pela editora Sansoni de 1948 a 1954  .
Seu objetivo era a elaboração de uma obra enciclopédica de referência, capaz de oferecer ao mundo católico de língua italiana um instrumento de conhecimento geral sobre os vários aspectos e manifestações da história e da cultura da humanidade.

## Comitê de direção
A comissão diretiva da obra foi presidida por Giuseppe Pizzardo (cardeal e ex-secretário da Congregação para a Doutrina da Fé de 1951 a 1959) e por Pio Paschini (presidente honorário). Os vice-presidentes foram Pe. Celestino Testore e Mons. Amado Pietro Frutaz. Os outros membros foram Joaquín Anselmo María Albareda y Ramoneda, Padre Ferdinando Antonelli, Mons. Pietro Barbieri, Padre Mariano Cordovani, Padre Paolo Dezza, Mons. Alberto Di Jorio, padre Giacomo Martegani, don Carlo Pacelli, o abade Giuseppe Ricciotti.

## Divisão de volume
As entradas estão em ordem alfabética, divididas em 12 volumes:
- I. A- Am, 1948, XXXI pp., 2016 colonne, 136 pp. di tavole e 4 cartine geografiche ripiegate
- II. Am-Bra, 1949, XXIV pp., 2016 col., 118 pp. di tavole e 5 cartine
- III. Bra-Col, 1949, XXVII pp., 2016 col., 128 pp. di tavole e 6 cartine
- IV. Col-Dya, 1950, XXVII pp., 2016 col., 128 pp. di tavole e 4 cartine
- V. Ea-Gen, 1950, XXVII pp., 2016 col., 128 pp. di tavole e 9 cartine
- VI. Geni-Inna, 1951, XXVII pp., 2016 col., 124 pp. di tavole e 4 cartine
- VII. Inno-Mapp, 1951, XXVII pp., 2016 col., 128 pp. di tavole e 7 cartine
- VIII. Mara-Nz, 1952, XXVII pp., 2048 col., 128 pp. di tavole e 6 cartine
- IX. Oa-Pre, 1952, XXVII pp., 2000 col., 136 pp. di tavole e 9 cartine
- X. Pri-Sbi, 1953, XXVII pp., 2000 col., 132 pp. di tavole e 8 cartine
- XI. Sca-Ter, 1953, XXVII pp., 2048 col., 144 pp. di tavole e 13 cartine
- XII. Tes-Zy e Índice, 1954, XXVI pp., 2134 col., 160 pp. di tavole e 8 cartine

## Edição on-line
Alguns dos principais verbetes da enciclopédia foram publicados online pelo Projeto EC , no site LetterePaoline.net  editado por Luigi Walt. O texto proposto na web geralmente corresponde a um verbete da Enciclopédia Católica. Em outros casos, é uma seção extraída de uma entrada maior. O site não reproduz a bibliografia original, escrita pelo autor da única entrada conforme relatado, na parte inferior de cada entrada, na versão em papel da obra.